# Julian Edelman
Julian Francis Edelman (Redwood City, Califórnia, 22 de maio de 1986) é um ex-jogador de futebol americano que atuava como wide receiver na National Football League. Ele foi draftado na sétima rodada do Draft de 2009 pelo New England Patriots. 
Com os Patriots, Edelman conquistou os títulos de campeão dos Super Bowls XLIX, LI e LIII, sendo que neste último ele foi nomeado o MVP das finais. Edelman jogou primordialmente na posição de slot receiver e como retornador de punts, atuando algumas vezes, em situações específicas, como cornerback na defesa. Foi conhecido por sua velocidade e versatilidade.
Embora nunca tenha sido selecionado para um Pro Bowl, Edelman foi um dos receptores de pós-temporada mais produtivos da NFL. Ele ocupa o terceiro lugar na pós-temporada recebendo jardas e recepções e detém os recordes do Super Bowl para retornos de punt e recepções no primeiro tempo em um único jogo. Três vezes vencedor do Super Bowl, ele foi o líder em jardas recebidas durante suas vitórias no Super Bowl XLIX e Super Bowl LIII. Edelman foi nomeado MVP do último, onde foi responsável por mais da metade das jardas de recepção de sua equipe. 
Em 12 de abril de 2021, Edelman encerrou seu contrato com os Patriots após falhar num exâme físico. Ele anunciou sua aposentadoria logo em seguida.

## Primeiros anos
Edelman nasceu na área da baía de São Francisco, cidade de Redwood City, Califórnia, filho de Angela e Frank Edelman, um mecânico dono da A-1 Auto Tech. Ele tem dois irmãos, Jason e Nicole.  Edelman foi criado como cristão, mas experimentou o que ele descreveu como um "despertar judaico". Em entrevista à NFL Network em dezembro de 2013, Edelman disse que era judeu e celebrava  o Hanukkah. Sua mãe nasceu em Kitchener, Ontário, Canadá, filha de pais alemães que viveram na  Bélgica.
Ele era extremamente pequeno quando calouro, pesando menos de 100 libras (45 kg) antes de seu surto de crescimento. Ele era o quarterback de seu time de colégio e, como sênior, levou os Wildcats a um recorde de 13-0 em 2004. No colégio, Edelman teve 2.237 jardas e 29 passes para touchdown e 964 jardas e 13 touchdowns.

## Carreira universitária
Após o colegial, Edelman passou um ano frequentando o College of San Mateo. Lá, ele lançou para 1.312 jardas e 14 touchdowns, correu para um recorde escolar de 1.253 jardas e 17 touchdowns. Ele então se transferiu para a Kent State University, onde se formou em administração de empresas. No Kent State, Edelman foi titular por três anos como zagueiro. Em seu último ano, Edelman foi o melhor passador do Golden Flashes, completando 56% de seus passes (153 de 275 passes para 1.820 jardas), lançando 13 touchdowns e 11 interceptações. Ele também foi o corredor líder, ganhando 1.370 jardas em 215 tentativas (uma média de 6,4 jardas por carregamento) e marcando 13 touchdowns. Seu ataque total quebrou Joshua Cribbs o recorde escolar de uma única temporada, estabelecido em 2003.

## Carreira profissional

### New England Patriots
Edelman não foi convidado para o NFL Combine para a temporada de 2009. Em seu dia profissional de 12 de março, ele correu o "short shuttle" em 3,91 segundos; sendo o tempo mais rápido no NFL Combine daquele ano de 3,96 segundos. O New England Patriots, que havia realizado treinos particulares com Edelman antes do Draft da NFL de 2009, o selecionou com a 27ª escolha na sétima rodada (232ª escolha geral), à frente do quarterback da New England State University. gerente Brian Hoyer, que se juntou aos Patriots como um agente livre. Vários analistas sugeriram que os Patriots podem ter escolhido Edelman por seu potencial em sua formação Wildcat. Em 16 de julho de 2009, Edelman assinou um contrato de quatro anos com os Patriots, que incluía um bônus de $ 48.700.

### Temporada 2009
Edelman marcou seus primeiros pontos em 13 de agosto de 2009, em um jogo de pré-temporada contra o Philadelphia Eagles, retornando um punt de 75 jardas e para um touchdown. 
Edelman perdeu a primeira semana da temporada contra o Buffalo Bills com uma lesão no tornozelo, mas foi chamado de volta uma semana depois e começou sua abertura de temporada para o Patriots em uma derrota por 9-16 na semana 2 contra o Jets para o New York, que também foi o primeiro jogo que Wes Welker perdeu desde que ingressou no Patriots em 2007. Edelman liderou todos os recebedores com oito recepções para 98 jardas e acrescentou 38 jardas em dois retornos iniciais e 2 jardas em um retorno de punt, para um total de 138 jardas. 
Edelman quebrou o braço na derrota por 59-0 contra o Tennessee Titans e não acompanhou os Patriots em sua viagem a Londres para jogar contra o Tampa Bay Buccaneers.  No momento da lesão, Edelman liderava entre os estreantes com 21 recepções.  Ele voltou na semana 10 contra o Indianapolis Colts, no qual marcou seu primeiro touchdown oficial da NFL com uma recepção de 9 jardas de Tom Brady. 
Quando Welker foi substituído para a temporada depois de rasgar seu ACL e MCL contra o Houston Texans, Edelman foi convocado para preencher o papel de Welker;  Edelman pegou 10 de 15 passes lançados para 103 jardas, seu primeiro jogo de 100 jardas na carreira.  Ele terminou a temporada regular com 37 recepções para 359 jardas e um touchdown.  Ele também fez 6 retornos de punt, bem como 11 retornos de punt, totalizando 304 jardas em 17 retornos. 
Na derrota do wild card para o Baltimore Ravens, Edelman recebeu seis passes de Brady para 44 jardas, incluindo duas jardas para touchdown.  Edelman se tornou o primeiro novato a marcar dois touchdowns em um jogo de pós-temporada desde David Sloan para o Detroit Lions na temporada 1995-96. 

### Temporada 2010
Na temporada de 2010, Edelman viu uma diminuição em seu tempo de jogo; em 15 jogos, ele teve apenas quatro recepções para 14 jardas. No jogo da semana 17 contra o Miami Dolphins, com Welker, Deion Branch e Aaron Hernandez fora dos gramados, Edelman teve três recepções para um total de 72 jardas, bem como um retorno de chute para touchdown de 94 jardas. Foi o primeiro retorno de punt para touchdown desde Troy Brown retornando um punt contra o Carolina Panthers na semana 17 no final da temporada de 2001, e o retorno de punt mais longo na história da franquia, eclipsando o retorno de 89 jardas de Mike Haynes em 1976. Edelman também estabeleceu um recorde da franquia com média de 15,3 jardas por retorno, que ficou em segundo lugar na liga para o jogador do Bears, Devin Hester. Na temporada de 2010, Edelman disputou 15 jogos, coletando 7 recepções para 86 jardas e 321 jardas de retorno de punt em 21 oportunidades.

### Temporada 2011
Durante a temporada de 2011, Edelman foi usado principalmente como retornador de punt.  Durante o jogo da semana 10 contra o New York Jets, ele fez um escanteio na formação do níquel devido a jogadores lesionados na secundária defensiva do Patriots.
Na semana 12, ele foi indicado pela NFL como "Jogador que mais trabalhou" por sua atuação contra o Philadelphia Eagles, no qual fez um tackle em campo aberto contra Vince Young para evitar um touchdown. Na temporada de 2011, Edelman jogou 13 jogos com 4 recepções para 34 jardas e 584 jardas em 40 retornos combinados entre kick offs e punts.

### Temporada 2012
Edelman aumentou seu envolvimento com a equipe nos primeiros jogos da temporada de 2012, incluindo uma derrota em casa contra o Arizona Cardinals, na qual começou no lugar de Wes Welker. Depois de sofrer uma lesão na derrota do Patriots na semana 3 para o Baltimore Ravens, Edelman ficou inativo pelos próximos três jogos.
No Dia de Ação de Graças, Edelman marcou mais dois touchdowns na vitória dos Patriots sobre o New York Jets. Em jogo contra o Miami Dolphins em 2 de dezembro, Edelman quebrou o pé direito e foi colocado na lista de deficientes físicos. Ele perderia o resto da temporada. Durante a temporada de 2012, Edelman disputou 9 jogos nos quais teve 21 recepções para 235 jardas e 301 jardas de retorno de chute em 20 tentativas combinadas.

### Temporada 2013
Edelman se tornou um agente livre após a temporada de 2012. Ele voltou a assinar com o New England em um contrato de um ano em 10 de abril de 2013.
Na primeira semana da temporada, Edelman marcou dois touchdowns na vitória de 23 a 21 sobre o Buffalo Bills.   Ele também teve três retornos de punt para um total de 32 jardas, o que deu a ele um total de 75 retornos para 975 jardas.   Seu último retorno foi feito pelo punt returner com a melhor média de retorno de toda a história da NFL, com 13,0 jardas, quebrando o recorde de 12,8 jardas, alcançado há 60 anos pelo jogador do Chicago Bears, George McAfee.
Na semana 17 da temporada, Edelman se tornou o terceiro jogador na história do time a receber mais de 100 passes em uma temporada, com a vitória do Patriots por 34 a 20 sobre o Buffalo Bills. A temporada de 2013 se tornou uma de suas melhores temporadas, já que ele jogou em todos os 16 jogos, coletando 105 recepções para 1.056 jardas e 35 oportunidades de retorno de punt para 374 jardas.  
Edelman se tornou um agente livre no final da temporada. Em 15 de março de 2014, ele assinou novamente com os Patriots para um contrato de US $ 17 milhões por 4 anos.

### Temporada 2014
Edelman foi titular em 14 jogos pelos Patriots em 2014. Ele teve 92 recepções para 972 jardas e 4 touchdowns. Em um jogo da semana 9 contra o Denver Broncos, Edelman retornou um retorno de punt de 84 jardas para seu quarto retorno de touchdown na carreira, ultrapassando Troy Brown como o jogador que mais marcou. Edelman lançou seu primeiro passe para touchdown em sua primeira tentativa na carreira, em uma jogada complicada para Danny Amendola na vitória da temporada contra o Baltimore Ravens.

## Estatísticas
| 2009                              | NE       | 11  | 7  | 37                              | 359                             | 9,7                             | 29                              | 1                               |                                 |                                 |
| 2010                              | NE       | 15  | 3  | 7                               | 86                              | 12,3                            | 40                              | 0                               |                                 |                                 |
| 2011                              | NE       | 13  | 0  | 4                               | 34                              | 8,5                             | 11                              | 0                               |                                 |                                 |
| 2012                              | NE       | 9   | 3  | 21                              | 235                             | 11,2                            | 56                              | 3                               |                                 |                                 |
| 2013                              | NE       | 16  | 11 | 105                             | 1 056                           | 10,1                            | 44                              | 6                               |                                 |                                 |
| 2014                              | NE       | 14  | 13 | 92                              | 972                             | 10,6                            | 69                              | 4                               |                                 |                                 |
| 2015                              | NE       | 9   | 9  | 61                              | 692                             | 11,3                            | 59                              | 7                               |                                 |                                 |
| 2016                              | NE       | 16  | 13 | 98                              | 1 106                           | 11,3                            | 77                              | 3                               |                                 |                                 |
| 2017                              | NE       | 0   | 0  | Não jogou devido a uma contusão | Não jogou devido a uma contusão | Não jogou devido a uma contusão | Não jogou devido a uma contusão | Não jogou devido a uma contusão | Não jogou devido a uma contusão | Não jogou devido a uma contusão |
| 2018                              | NE       | 12  | 12 | 74                              | 850                             | 11,5                            | 36                              | 6                               |                                 |                                 |
| 2019                              | NE       | 16  | 13 | 100                             | 1 117                           | 11,2                            | 44                              | 6                               |                                 |                                 |
| 2020                              | NE       | 6   | 1  | 21                              | 315                             | 15,0                            | 49                              | 0                               |                                 |                                 |
| Carreira                          | Carreira | 137 | 85 | 620                             | 6 822                           | 11,0                            | 77                              | 36                              |                                 |                                 |
| Fonte: Pro-football-reference.com |          |     |    |                                 |                                 |                                 |                                 |                                 |                                 |                                 |